# Örnsköldsvik
Örnsköldsvik [œɳɧ⁠œldsˈviːk]  ist eine Stadt in der schwedischen Provinz Västernorrlands län und der historischen Provinz Ångermanland.
Sie liegt an der Küste des Bottnischen Meerbusens zwischen Härnösand und Umeå und ist Hauptort der gleichnamigen Gemeinde. Gelegentlich wird die Stadt verkürzt auch Ö-vik genannt.

## Geschichte
Die Spirbergrösen sind Reste zweier Rösen auf dem Spirberget nordöstlich von Örnsköldsvik.
Örnsköldsvik wurde 1842 gegründet. Geplant und gebaut wurde die Stadt Örnsköldsvik ab 1885 als wirtschaftliches Zentrum Ångermanlands, da die damalige Provinzregierung es als vorteilhaft ansah, einen bedeutenden Handelsplatz an der Küste zu besitzen. 1893 wurde die bisherige Minderstadt (köping) zur Stadt erhoben.
Die Stadt ist nach dem ehemaligen Landshövding Per Abraham Örnsköld benannt, der in den Jahren 1762 bis 1769 fortschrittliche Anbaumethoden in der Landwirtschaft sowie den Anbau von Kartoffeln in Ångermanland einführte. Sie ist damit eine der wenigen Städte Schwedens, die nach einer nichtköniglichen Person benannt wurde. Die Namensendung -vik weist auf die nahegelegene Mündung des Flusses Moälven in die Bucht bei Örnsköldsvik hin.
1976 fanden in Örnsköldsvik die ersten Paralympischen Winterspiele, 2008 die Curling-Europameisterschaft und 2014 der vierte Vorentscheid des Melodifestivalen 2014 statt.

## Wirtschaft

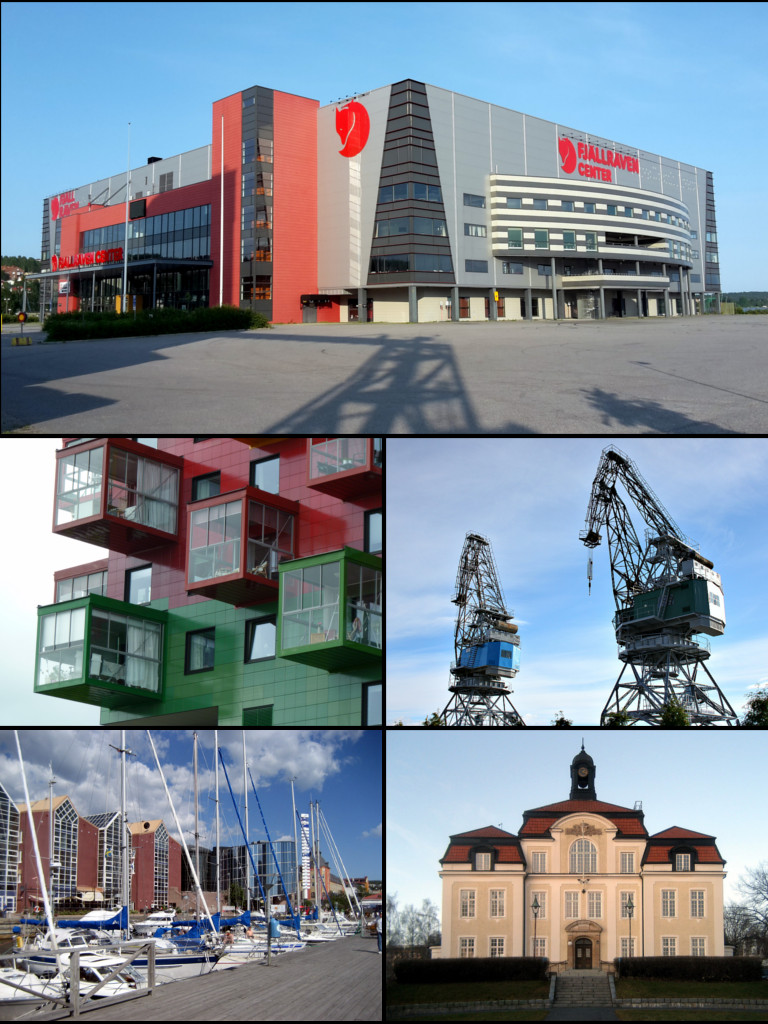
Impressionen

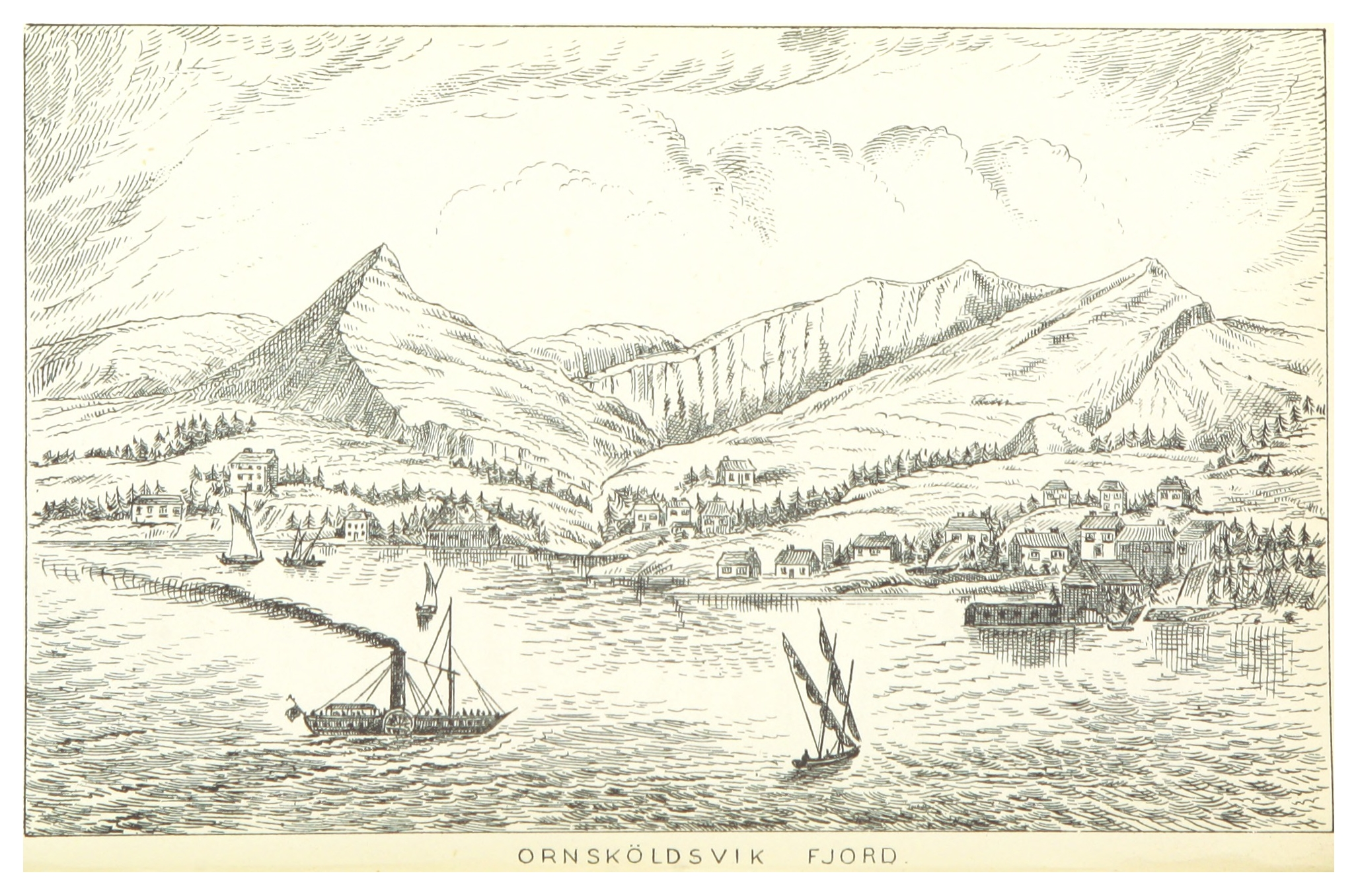
Fjord vor Örnsköldsvik (1878)

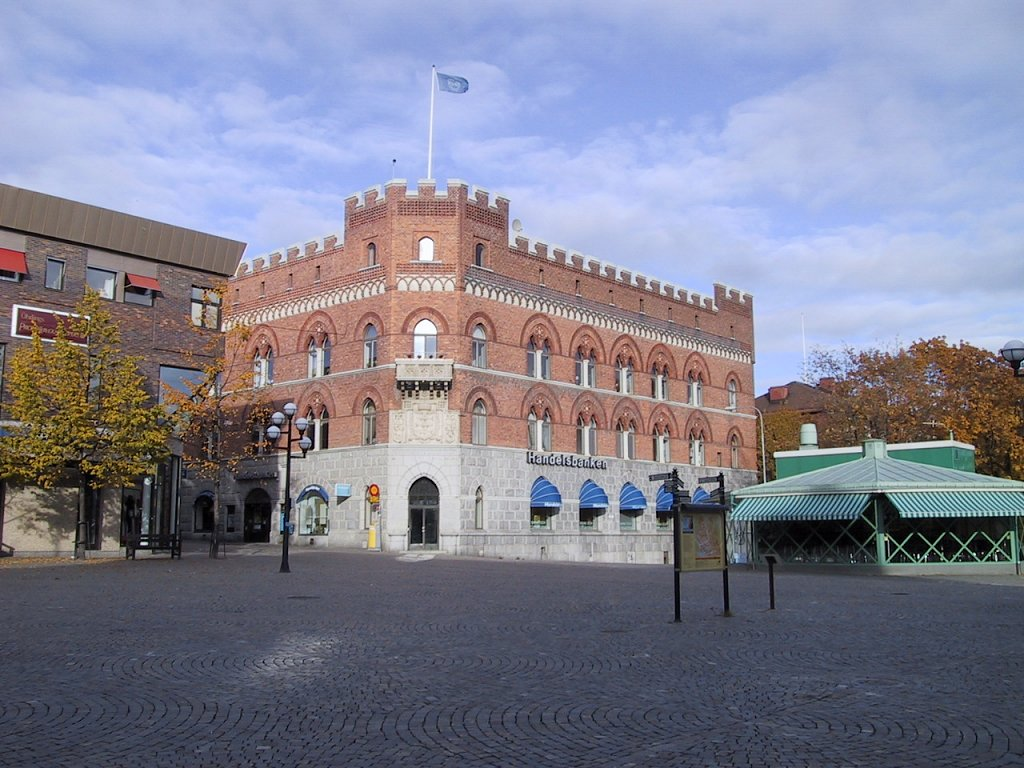
Stora Torget

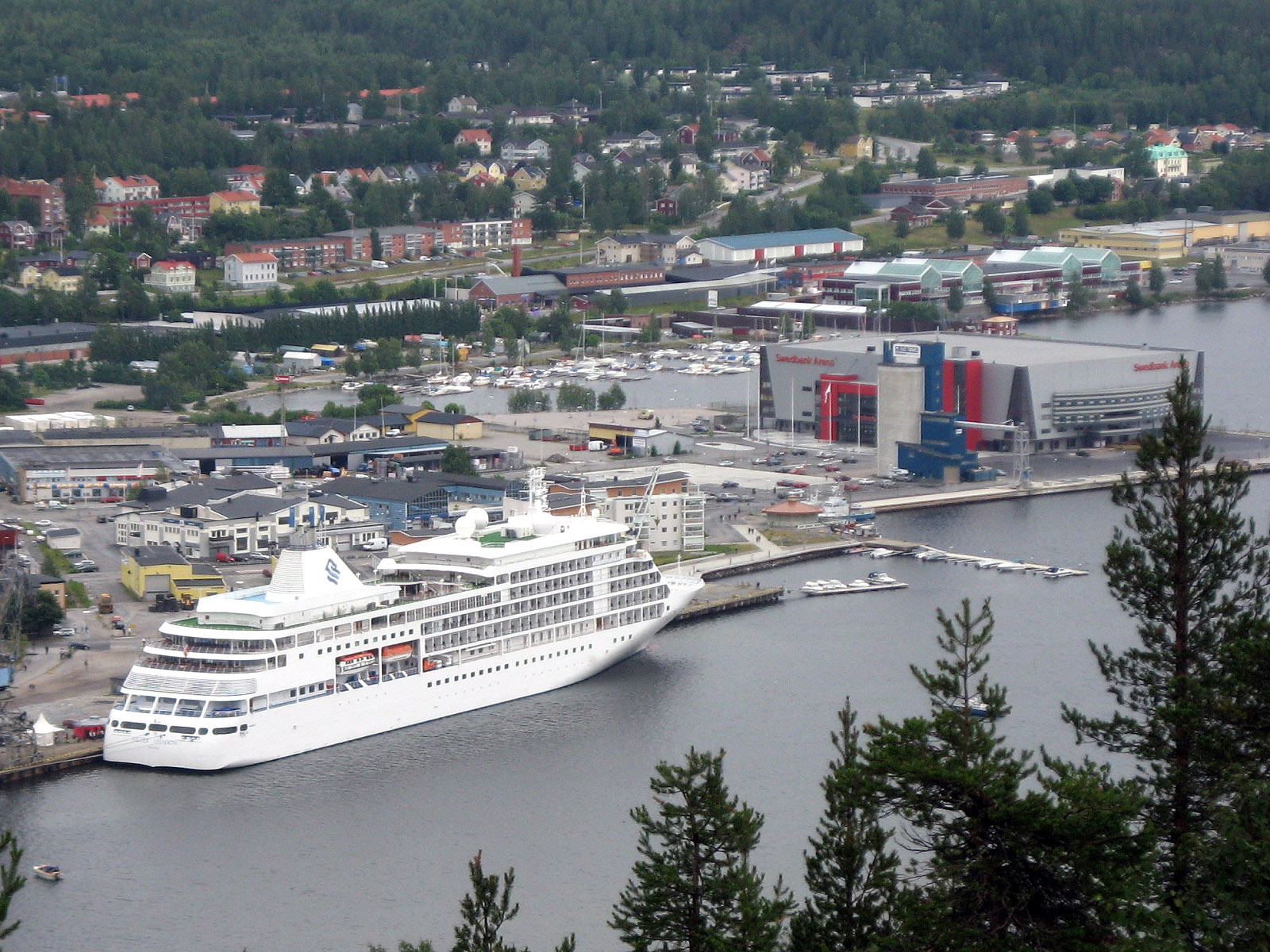
Die Silver Shadow im Hafen von Örnsköldsvik 2007

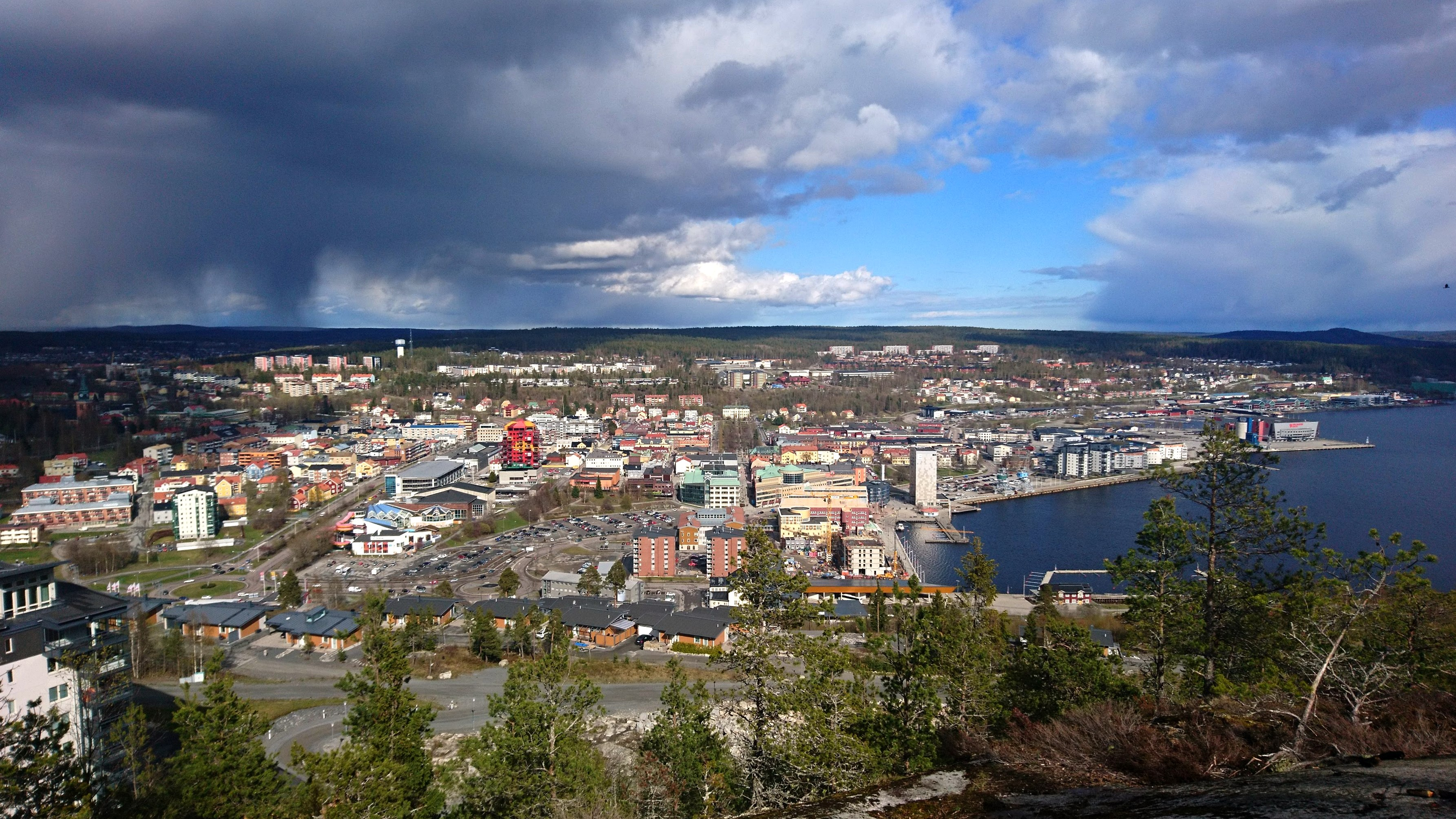
Blick auf Örnsköldsvik

Örnsköldsvik ist eine Industriestadt. Neben Holzverarbeitung und Papierindustrie ist der Maschinenbau größter Arbeitgeber der Region. Einer der bekanntesten ist das Rüstungsunternehmen BAE Systems Hägglunds. Die Firma Fjällräven, ein Hersteller von Freiluftausrüstung und Funktionsbekleidung, hat hier ihren Hauptsitz.

## Sehenswürdigkeiten
50 Kilometer nordwestlich der Stadt befindet sich das Naturschutzgebiet Vändåtberget. 40 Kilometer südlich der Stadt an der E4 liegt der Nationalpark Skuleskogen.
Des Weiteren endet der bekannte 128 km lange High Coast Trail entlang der Höga Kusten auf seiner letzten Etappe in Örnsköldsvik, der Start befindet sich in Hornöberget.

## Verkehr
Die wichtigste Verkehrsverbindung ist die Europastraße 4. Des Weiteren existiert eine 2010 eröffnete Eisenbahnlinie von Umeå über Örnsköldsvik nach Sundsvall (Botniabanan), sowie eine Bahnlinie nach Mellansel. Daneben gibt es einen ca. 25 km nördlich gelegenen Flughafen in Gideå.
Entfernungen:
- Härnösand 119 km
- Sollefteå 96 km
- Stockholm 550 km
- Umeå 111 km

## Sport

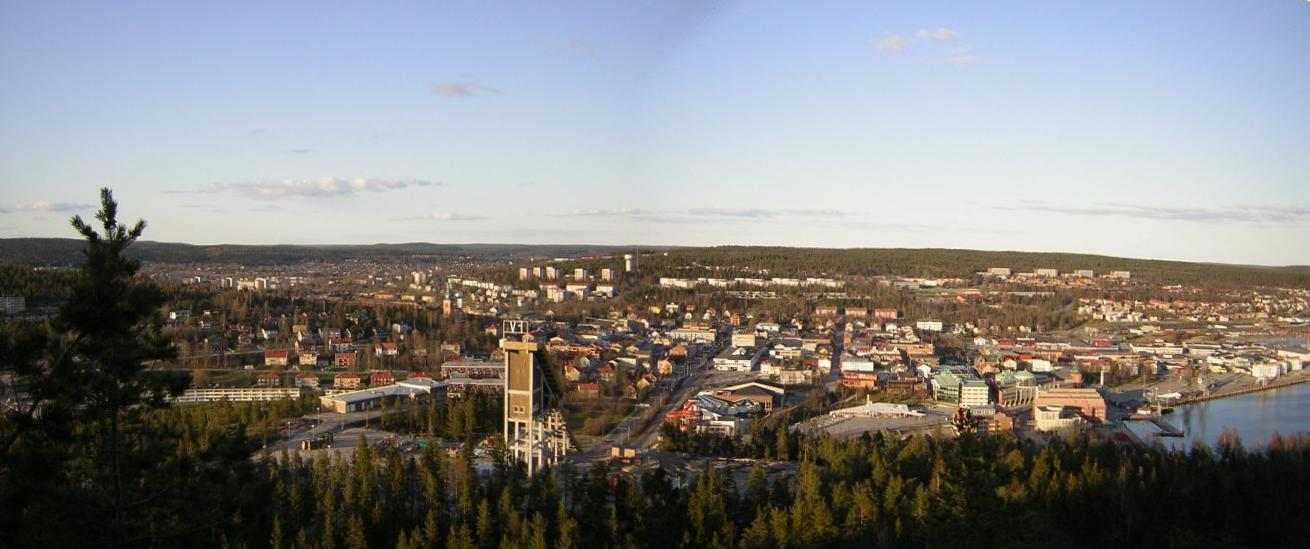
Örnsköldsvik vom Varvsberget aus gesehen

Der populärste Sport in der Stadt ist Eishockey. MODO Hockey spielt seit 2023 wieder in der erstklassigen SHL, nachdem MODO über viele Jahre zweitklassig war und 1979 und 2007 die schwedische Meisterschaft gewonnen hatte. MODO trägt seine Heimspiele in der Hägglunds Arena aus.
Die Fußballer von Friska Viljor FC spielten in der Saison 2004 für ein Jahr in der Superettan, der zweithöchsten Liga in Schweden. Aktuell ist man in der viertklassigen Div. II Norrland am Ball. In Örnsköldsvik befindet sich mit dem Paradiskullen eine Skisprungschanze auf der jährlich nationale und internationale Wettbewerbe gesprungen werden.

## Söhne und Töchter der Stadt
- Hans Hedberg (1917–2007), Keramik-Künstler
- Erik Norström (1935–2019), Jazzmusiker
- Åke Nordin (1936–2013), Gründer von Fjällräven
- Ulf Andersson (1940–2023), Jazzmusiker
- Thomas Hammarberg (* 1942), ehemaliger Menschenrechtskommissar des Europarats
- Hans Genberg (* 1948), Wirtschaftswissenschaftler
- Anders Hedberg (* 1951), Eishockeyspieler
- Katarina Nyberg (* 1965), Curlerin
- Thomas Forsberg (1966–2004), Musiker
- Magdalena Forsberg (* 1967), Biathletin
- Miah Persson (* 1969), Opernsängerin
- Gunnar Strömmer (* 1972), Politiker
- Peter Forsberg (* 1973), Eishockeyspieler
- Markus Näslund (* 1973), Eishockeyspieler
- Andreas Salomonsson (* 1973), Eishockeyspieler
- Niklas Sundström (* 1975), Eishockeyspieler
- Per Hållberg (* 1978), Eishockeyspieler
- Pierre Hedin (* 1978), Eishockeyspieler
- Daniel Sedin (* 1980), Eishockeyspieler
- Henrik Sedin (* 1980), Eishockeyspieler
- Isak Grimholm (* 1985), Skispringer
- Jakob Grimholm (* 1986), Skispringer
- Carl Nordin (* 1989), Skispringer
- Victor Hedman (* 1990), Eishockeyspieler
- Sofia Jakobsson (* 1990), Fußballspielerin
- Emma Nordin (* 1991), Eishockeyspielerin
- Victor Olofsson (* 1995), Eishockeyspieler
- Lisa Hörnblad (* 1996), Skirennläuferin
- Tilda Johansson (* 1999), Biathletin
- Frida Westman (* 2001), Skispringerin
- Tobias Fröier (* 2005), Skispringer

## Städtepartnerschaften
- – Äänekoski, Finnland
- – Sigdal, Norwegen
- – Hveragerði, Island
- – Brande, Dänemark
- – Tarp, Deutschland